# Aleksandar Hemon
Aleksandar Hemon, född den 9 september, 1964 i Sarajevo, är en bosnisk-amerikansk författare bosatt i USA.

## Svenska översättningar
- Frågan om Bruno (The question of Bruno) (översättning Kerstin Gustafsson, Bonnier, 2000)
- Nowhere man (Nowhere man) (översättning Hans-Jacob Nilsson, Bonnier, 2003)
- Lazarusprojektet (The Lazarus Project) (översättning Kerstin Gustafsson, Bonnier, 2010)